# Kalivo

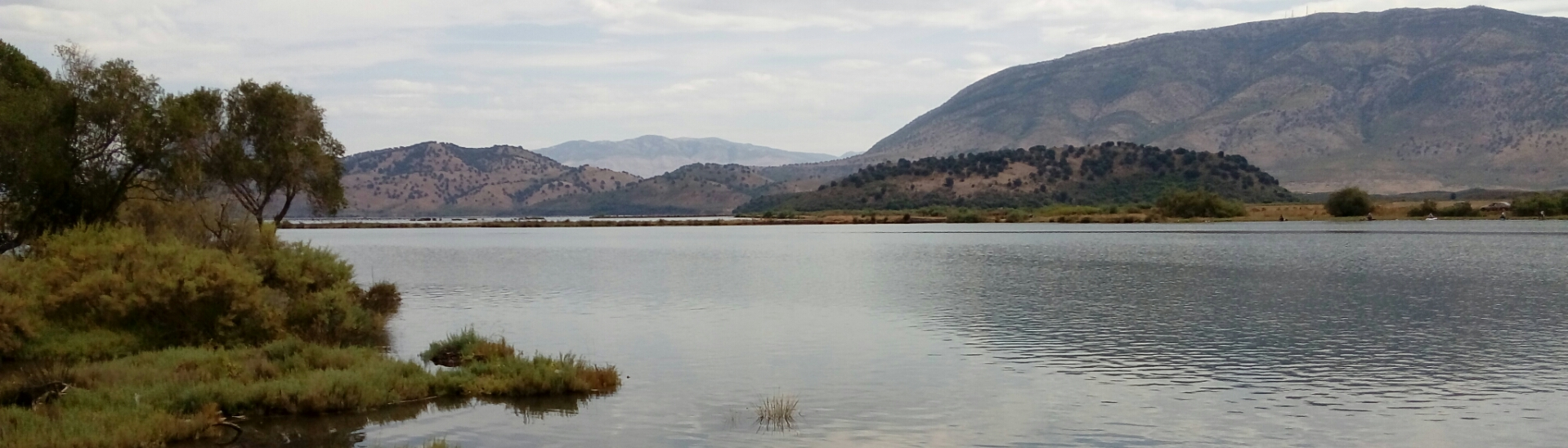
Blick von Butrint über den See zum Hügel von Kalivo (rechts der Bildmitte)

Kalivo war eine bronzezeitliche Höhenfestung in Südalbanien, die Butrint vorgelagert war. Sie ist Teil der Welterbestätte Butrint und des Nationalparks Butrint. Die Anlage liegt auf einem bis zu 81 Meter hohen Hügel zwischen dem Butrintsee sowie dem südöstlich davon gelegenen Bufisee und wurde wohl im 12. Jahrhundert v. Chr. errichtet.
Der italienische Archäologe Luigi Maria Ugolini konnte bei Grabungen bronzezeitliche Steinwerkzeuge sichern. Die mächtigen Umfassungsmauern sind noch heute sichtbar.

## Belege
1. 1 2  Welterbe Albanien: Ruinenstadt Butrint. Abgerufen am 26. August 2010.
2. 1 2  Eine Begegnung in Buthrotum. (PDF; 5,2 MB) S. 4, archiviert vom Original (nicht mehr online verfügbar) am 4. März 2016; abgerufen am 26. August 2010.
3. 1 2  Karen Francis: The Lost Caves of Luigi Cardini: Explorations in Albania 1930-2001. In: Cave Archaeology and Palaeontology Research Archive. 2001, archiviert vom Original (nicht mehr online verfügbar) am 16. März 2012; abgerufen am 28. August 2010 (englisch).
4. ↑  Butrint Foundation, Butrint National Park (Hrsg.): Butrint National Park – A guide to the Environment and Walking Trails

Koordinaten: 39° 45′ N, 20° 2′ O